# Anastasio de Antioquía (mártir)
Anastasio (en griego: Άναστάσιος) fue un cristiano converso que sufrió el martirio con Antonio, Julián, Celso y Marcionilla, durante la  Persecución diocleciana. Se supone que se convirtió tras ser resucitado de entre los muertos por san Juliano de Antioquía. Su memoria se celebra el 9 de enero. Anastasio es uno de los 140 santos de la columnata que adorna la Plaza de San Pedro. Sus reliquias están enterradas en el Monasterio de Ravanica en Serbia.